# Лапчастоногові
Лапчастоногові (Heliornithidae) — невелика родина птахів, що містить лише три види, кожний з яких належить до свого монотипового роду. 

## Систематика
На підставі будови скелета і м'язової системи цю родину відносять до журавлеподібних (Gruiformes), проте її спорідненість з іншими родинами ряду є суперечливою. За схожістю зовнішнього оперення ці птахи нагадують пастушкових (Rallidae), тоді як за іншими ознаками вони більш схожі на інших птахів, що не відносяться до журавлеподібних, особливо до пірникозових (Podicipedidae).

## Поширення
Лапчастоногові поширені у тропічних і субтропічних регіонах Африки, Південної і Центральної Америки, Південної і Південно-Східної Азії. Мешкають на неглибоких водоймах з густою рослинністю.

## Класифікація
Родина включає три види у трьох монотипових родах:
- рід азійський лапчастоніг (Heliopais)
  - лапчастоніг азійський (Heliopais personata)
- рід лапчастоніг (Heliornis)
  - лапчастоніг неотропічний (Heliornis fulica)
- африканський лапчастоніг (Podica)
  - лапчастоніг африканський (Podica senegalensis)